# Guillaume V de Barton
Guillaume V de Barton (mort vers 1573) fut évêque de Lectoure de 1530 à 1569.

## Biographie
Guillaume V de Barton est le fils de Pierre de Barton et d'Élisabeth de Levis-Château-Morant. Il est le neveu et successeur de son prédécesseur. Bien qu'il soit nommé évêque dès le 24 janvier 1530, il ne fait son « entrée solennelle » dans son diocèse que le 17 mai 1551. Il assiste ensuite au Concile de Trente. Il doit affronter la crise politico-religieuse de la Réforme protestante, alors que la ville est sous l’emprise de Jeanne d’Albret et de Henri de Navarre, détenteurs des fiefs du comté d’Armagnac. Il doit se réfugier quelque temps à Auch. Son diocèse est confié de facto dès 1569 à un « administrateur » en la personne de Charles de Bourbon, un fils naturel d'Antoine de Bourbon. Il revient à Lectoure en 1582, à la demande des consuls de la ville, qu’il a quittée avant sa mort, probablement vers 1573 ou même dans ce cas 1590.
En raison de la crise protestante, le diocèse reste vacant jusqu’à la promulgation de l’Édit de Nantes par Henri IV en 1598, et ce n’est qu’en 1600 que le nouvel évêque, Léger de Plas, fait son entrée.